# Victor Van Meerbeeck
Victor Van Meerbeeck (Turnhout, 13 december 1903 - Tessenderlo, 26 juni 1973), beter bekend als Broeder Max, was een Vlaams kunstschilder en lid van de Congregatie van de Broeders van Liefde.

## Levensloop
Victor Van Meerbeeck was de zoon van schrijnwerker Alfons Van Meerbeeck en kantwerkster Maria Van Mechelen. In 1917 begon hij zijn opleiding in het juvenaat van de Broeders van Liefde. In 1918 werd hij leerling in de Normaalschool in Gent.
Hij trad in 1922 in bij de congegratie van de Broeders van Liefde in Gent en nam de kloosternaam Maximinus of Max aan. In 1922 legde hij tijdelijke geloften af en in 1925 eeuwige geloften. 1928 werd hij leraar tekenen en handenarbeid aan de Normaalschool in Zwijnaarde. Vanaf 1929 volgde hij zelf tekenles aan het Hoger Instituut Sint-Lucas in Gent waar hij in 1935 afstudeerde. Daarna ging hij zich nog bekwamen onder de leiding van Gust De Smet.
Zijn eerste tentoonstelling vond plaats in Gent in 1941 in het kunstsalon Ars. 
Tijdens de jaren kort voor en na 1940 illustreerde hij werken van o.a. Gerard Walschap en Ernest Claes. Hij ontwierp ook affiches o.m. voor de KAJ. In 1943 verbleef hij enkele dagen in Lummen en bewonderde er de prachtige landschappen.
Hij kreeg in 1948 van de Paters kapucijnen in Boom, de opdracht een kruisweg te schilderen voor hun kerk. Nadien maakte hij nog kruiswegen voor de kloosterkapel van de eigen congregatie in Tessenderlo, het noviciaat van Maria-Aalter, de kapel van de Broeders in Hasselt (1954), het Convent in St-Truiden (1955), het klooster in Leopoldsburg (1956), de Sint-Lutgardiskerk in Tongeren (1957), de kloosterkapel in Turnhout (1958), de St-Laurenskerk in Zelzate (1960), de Abdij van Postel (1962) en de broederkapel in Merksem (1964).
Vanaf augustus 1949 was Max verbonden aan het Technisch Instituut Heilig Hart van zijn congregatie in Tessenderlo en gaf er de lessen Nederlands, Frans en kunstgeschiedenis. Hij beschikte er over een atelier, "Hooikot" genoemd, in de kloosterboerderij.
Tijdens de jaren 1953-1960 verminderde zijn productiviteit als schilder en hij hield in die periode slechts een viertal tentoonstellingen. Hij was toen vooral bezig met de realisatie van de film "Helpende handen" (1957), over het 150-jarig bestaan van de Congregatie van de Broeders van Liefde en met de geschiedkundige monografie "Tessenderlo Vroeger en Nu" (1960).

## Voltijds kunstenaar
Hij hernam vervolgens meer intensief het schilderen en legde zich vanaf 1963 volledig hierop toe, na het beëindigen van zijn onderwijsloopbaan. Dit had deelname aan heel wat tentoonstellingen tot gevolg. In de periode 1961-73 exposeerde hij onder meer in Antwerpen, Oostende, Turnhout, Herentals, Hasselt, Lichtaart, Beringen, Leuven, Aalter, Tessenderlo, Kortrijk, Diest, Veurne en Duffel.
In 1964 maakte hij een reis naar Italië en bezocht Milaan, Rome, Florence, Venetië, enz.
Hij maakte het ontwerp voor het glasraam "Betanië" dat in 1967 in het bejaardentehuis "Heuvelheem" in Tessenderlo door Ri Coëme werd uitgevoerd.
Hij ontwierp ook de vlag voor de Koninklijke Sint Martinusharmonie van Tessenderlo.
Max schilderde portretten, stillevens, landschappen en religieuze taferelen (kruiswegen, Christusfiguren, iconen). Hij ondertekende zijn werk met "br maximinus" en vanaf 1955 met "br max". De inspiratie voor zijn doeken vond hij hoofdzakelijk in de natuur en in het evangelie.
Broeder Max was lid van de kunstkring Heikracht in Neerpelt (samen met o.a. Jos Geboers, Rik Hamblok, Ludo Laagland) en van de Looise Kunstkring Heidebloem, in 1970 omgedoopt tot "Kunstkring Tessenderlo"
Eind 1968 vond een "Retrospectieve Broeder Max" plaats in het Provinciaal Begijnhof in Hasselt, naar aanleiding van zijn 65ste verjaardag.
In 1972 werd hij benoemd tot Ridder in de Orde van Leopold II.

## Postuum
Enkele maanden na zijn dood volgde in het Provinciaal Begijnhof in Hasselt (1973) een huldetentoonstelling. In 1976 vond een retrospectieve plaats in Mol.
Werk van Max was te zien op de tentoonstelling "Aspecten van de religieuze beleving in de Vlaamse Kunst 1900-1975", in het Provinciaal Begijnhof in Hasselt (7-31 augustus 1975) en tijdens de tentoonstelling "7 X Limburg" in het museum voor Moderne Religieuze Kunst in Oostende naast werk van Camerlinckx, Coëme en Humberto Wouters e.a. (1979).
In 1983, 10 jaar na zijn dood, werd in Tessenderlo een grote Max herdenking georganiseerd. Om de herinnering aan hem levendig te houden werd in Tessenderlo in 1993 de vzw "Broeder Max" opgericht. Die kent vanaf 1995 de driejaarlijkse prijs Broeder Max toe en organiseert jaarlijks een kunst-schatdag.
Naar aanleiding van de 100ste verjaardag van de geboorte van Broeder Max, organiseerde de vereniging in 2004 de tentoonstelling "Broeder Max Maximaal". Deze ging door in de St. Martinuskerk in Tessenderlo.
In een referendum georganiseerd door het ACW Tessenderlo in 2006, waaraan een 600-tal inwoners deel namen werd Broeder Max verkozen tot grootste Looienaar.

## Publicaties
- Producent en scenarist van de film Helpende Handen, 1957 (150-jarig bestaan van de Broeders van Liefde)
- Tessenderlo, vroeger en nu, 1960
- Godefridus De Loe, in Album Dr. M. Bussels, 1967